# Pagine bianche

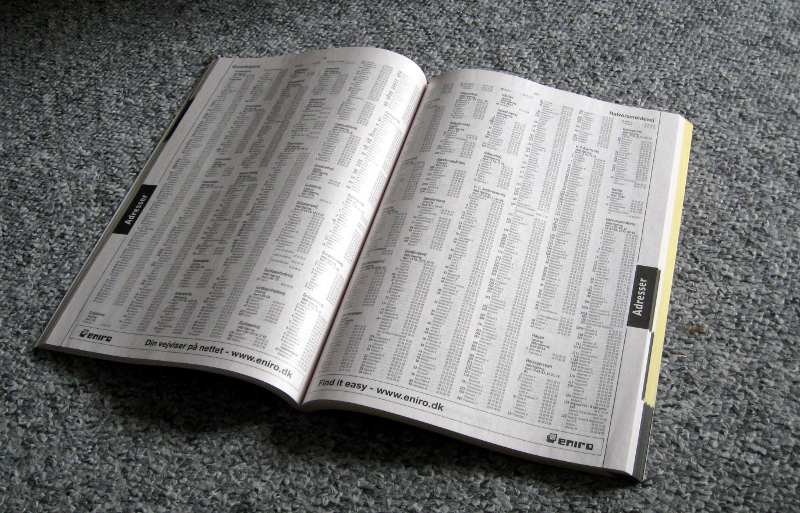
Un elenco telefonico danese

Le pagine bianche sono un elenco degli abbonati telefonici in ordine alfabetico.
Il termine ha origine americana (White pages) e si riferisce al colore ordinario della carta su cui vengono stampati, in esplicito contrasto agli elenchi commerciali, ovvero le pagine gialle.

## In Italia

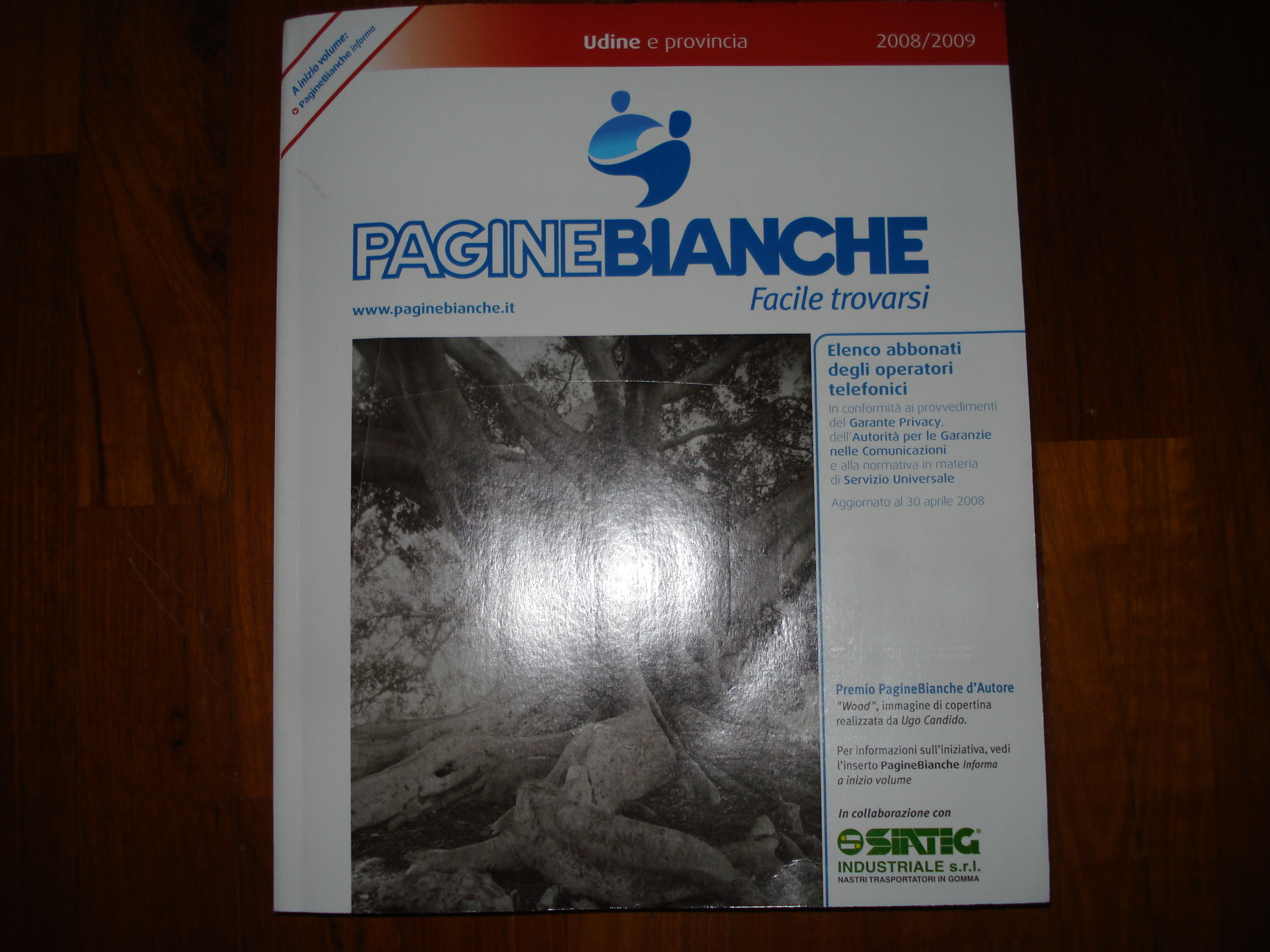
L'elenco 2008/2009 di Udine e provincia

In Italia con il nome proprio Pagine Bianche si intende l'elenco pubblicato dall'azienda Italiaonline (fino al 2016 da Seat Pagine Gialle). 
La prima edizione fu distribuita nel 2004 con il sottotitolo Elenco degli abbonati degli operatori telefonici, un riferimento di continuità al precedente Elenco ufficiale degli abbonati al telefono a marchio Telecom Italia da queste sostituito.
Ogni area territoriale, generalmente corrispondente a una provincia, ha un proprio elenco, in ordine alfabetico e suddiviso per comuni.
I numeri di telefono vengono prelevati da un archivio elettronico unico (DBU – Data Base Unico), istituito dall'Autorità per le garanzie nelle comunicazioni italiana nel 2002 e operativo dal 1º agosto 2005, che raccoglie i numeri telefonici e i dati identificativi dei clienti di tutti gli operatori nazionali di telefonia fissa e mobile (compresi gli intestatari di carte prepagate). I numeri telefonici vengono inserite nel DBU soltanto se lo richiede il titolare della linea al proprio operatore telefonico mediante la compilazione di un modulo predisposto dal Garante per la protezione dei dati personali italiano. Dagli elenchi sono assenti i vecchi iscritti agli elenchi telefonici che hanno richiesto la rimozione e coloro che successivamente all'introduzione del database unico non hanno compilato il modulo per l'inserimento del numero di telefono. Dal 1º novembre 2011, in caso di variazione del gestore, mantenendo invariati tutti i dati, rimane confermata la scelta precedente. Sono perciò assenti i vecchi iscritti che abbiano effettuato portabilità del numero di telefonia fissa prima del 31 ottobre 2011 e che con il nuovo gestore non hanno riconfermato l'iscrizione.

### Web e12.40
Le Pagine Bianche hanno un proprio sito web. Esiste inoltre anche il servizio telefonico a pagamento, disponibile al numero 1240. Entrambi i canali permettono di ricercare un qualsiasi numero telefonico presente negli elenchi telefonici di tutta Italia e, previa autorizzazione del titolare, la ricerca inversa del nome dell'utente a partire dal numero di telefono.
Come conseguenza della liberalizzazione, i servizi informazioni elenco abbonati vengono forniti a pagamento anche da altri operatori.

### Dibattito sugli elenchi
In tempi recenti, si è discusso dell'effettiva utilità delle versioni cartacee delle Pagine Bianche, secondo alcuni considerate ormai superate dal tempo, dato che esiste l'edizione elettronica gratuita disponibile sul web e che permette la ricerca di numeri telefonici in tutta Italia.
Fino al 2012 la spedizione degli elenchi rientrava nei servizi universali di pubblica utilità, come le comunicazioni postali o la fornitura di energia elettrica. In seguito, con il Decreto Legislativo n.70 del 2012, la spedizione è stata esclusa dagli obblighi pur essendo proseguito il recapito a coloro che non avevano espresso dissenso al proprio operatore e fossero clienti di telefonia precedentemente al 2016.
Ulteriore punto a sfavore nei confronti degli elenchi sarebbe anche il fatto che molti, nel corso degli anni, hanno richiesto di essere rimossi dal database nel tentativo di non ricevere telefonate commerciali indesiderate (fenomeno conosciuto come "telemarketing selvaggio"). Ciò ha ridotto sensibilmente il numero degli iscritti negli elenchi e, dunque, ne avrebbe minato l'utilità.